# Привалов, Иван Михайлович
Иван Михайлович Привалов (1921—1944) — советский военный. Участник Великой Отечественной войны. Герой Советского Союза (1944, посмертно). Старший лейтенант.

## Биография
Иван Михайлович Привалов родился в 1921 году в селе Алмазово Балашовского уезда Саратовской губернии РСФСР (ныне село Балашовского района Саратовской области Российской Федерации) в крестьянской семье Михаила Андреевича и Акулины Фёдоровны Приваловых. Русский. В 1933 году окончил Алмазовскую начальную школу. Помогал родителям по хозяйству, во время уборочной подрабатывал в колхозе. В 1936 году в селе была организована семилетка, и Иван Михайлович вернулся за школьную парту. Когда в 1937 году в школе была создана комсомольская организация, И. М. Привалов был избран её секретарём. После окончания в 1939 году неполной средней школы Иван Михайлович ещё год учился в школе соседнего посёлка Пинеровка.
Ещё во время учёбы в старших классах И. М. Привалов решил стать военным. 15 октября 1940 года он был зачислен в Белоцерковское военное пехотное училище, курсантом которого он являлся к началу Великой Отечественной войны. В первые военным месяцы курсант Привалов вместе с училищем эвакуировался в Томск, где завершил обучение по ускоренной программе. В боях с немецко-фашистскими захватчиками младший лейтенант И. М. Привалов с осени 1941 года в должности командира артиллерийского взвода. Воевал на Северо-Западном и Волховском фронтах. Был ранен, лечился в госпитале. В составе 933-го полка 254-й стрелковой дивизии не позднее лета 1943 года. В преддверии предстоящего летнего немецкого наступления на Курской дуге дивизия в составе 52-й армии находилась в резерве Воронежского фронта, где получила пополнение. Однако в Курской битве она не участвовала. В бой дивизия была брошена 5 сентября 1943 года во время Сумско-Прилукской операции Воронежского фронта. В ходе разгрома полтавской группировки противника огневой взвод батареи 76-миллиметровых пушек под командованием старшего лейтенанта И. М. Привалова находился в боевых порядках пехоты и эффективным огнём своих орудий обеспечивал успешное наступление стрелковых подразделений своего полка. Так, 7 сентября 1943 года в бою за село Хрипки Зеньковского района Полтавской области взвод Привалова уничтожил противотанковую пушку и пулемётную точку противника. 11 сентября в бою за село Цветово Иван Михайлович способствовал отражению вражеской контратаки. Выдвинув орудия на прямую наводку, он открыл огонь по вражеской пехоте, уничтожив 20 немецких солдат.
26 сентября 1943 года передовые подразделения 254-й стрелковой дивизии вышли к Днепру на рубеже Бубновская Слободка — Домантово в Золотоношском районе Полтавской области Украинской ССР. В ночь на 30 сентября штурмовые отряды дивизии форсировали Днепр и захватили плацдарм севернее села Крещатик. Переправа подразделений 933-го стрелкового полка продолжалась до 2 октября 1943 года. Заняв позиции на левом берегу реки, взвод старшего лейтенанта И. М. Привалова осуществлял прикрытие переправы, огнём своих орудий уничтожая вражеские огневые точки. В первых числах октября в составе своей батареи огневой взвод Привалова также форсировал Днепр и участвовал в боях за удержание и расширение плацдарма. 17 октября 1943 года подразделения 254-й стрелковой дивизии форсировали реку Рось и заняли село Крещатик. Стремясь отбросить советские части за реку и восстановить прежнее положение, 19 октября 1943 года немцы бросили на ликвидацию плацдарма крупные силы пехоты численностью до 600 человек при поддержке танков. В ходе ожесточённого боя артиллеристы Привалова подбили 1 немецкий танк и уничтожили более 60 солдат и офицеров вермахта. Когда немцам всё же удалось занять первую линию обороны, старший лейтенант И. М. Привалов личным примером поднял бойцов в атаку и в рукопашной схватке вынудил противника отступить на исходные позиции. 13 ноября 1943 года Иван Михайлович вторично форсировал Днепр в районе села Свидовок и участвовал в освобождении города Черкассы. Умелые действия подразделения старшего лейтенанта И. М. Привалова не остались незамеченными командованием полка, и Иван Михайлович был переведён на должность командира батареи 76-миллиметровых пушек. Зимой — весной 1944 года И. М. Привалов сражался за освобождение Правобережной Украины и части Молдавии, приняв участие в Кировоградской, Корсунь-Шевченковской и Уманско-Ботошанской операциях.
Разгромив противостоявшие ей части уманской группировки противника, войска 52-й армии вышли на государственную границу СССР. В ночь на 28 марта 1944 года 254-я стрелковая дивизия форсировала реку Прут и вступила на территорию Румынии. В ходе стремительного наступления коммуникации 2-го Украинского фронта оказались сильно растянутыми, и по приказу Ставки Верховного Главнокомандования его войска перешли к обороне. 52-я армия, наступавшая на центральном участке фронта, закрепилась на выгодных позициях севернее Ясс. Немецкое командование, стянувшее в этот район для стабилизации фронта крупные резервы, спешило извлечь выгоду из создавшейся ситуации и в конце апреля 1944 года нанесло севернее Ясс мощный контрудар. 29 апреля 1944 года позиции батареи старшего лейтенанта И. М. Привалова у села Доробанц подверглись интенсивному авиационному и артиллерийскому налёту, который продолжался два часа. Следом немцы перешли в атаку, бросив в бой крупные силы пехоты при поддержке 30 танков. В ожесточённом бою огнём батареи было подбито 4 танка и уничтожено более 70 немецких и румынских солдат. Противник отступил, но после перегруппировки вновь перешёл в наступление, не считаясь с потерями. Когда на батарее закончились снаряды, старший лейтенант И. М. Привалов поднял бойцов в атаку. Прежде чем вражеская пуля сразила его, он огнём из личного оружия и в рукопашной схватке лично уничтожил 59 солдат неприятеля. За образцовое выполнение боевых заданий командования в борьбе с немецкими захватчиками и проявленные при этом отвагу и геройство указом Президиума Верховного Совета СССР от 13 сентября 1944 года старшему лейтенанту Привалову Ивану Михайловичу было присвоено звание Героя Советского Союза посмертно. По данным Министерства обороны СССР И. М. Привалов был похоронен в селе Вултури Ясского уезда Румынии.

## Награды
- Медаль «Золотая Звезда» (13.09.1944, посмертно);
- орден Ленина (13.09.1944, посмертно);
- орден Отечественной войны 1-й степени (03.11.1943);
- орден Красной Звезды (13.10.1943);
- медаль «За оборону Ленинграда».

## Память
- Бюст Героя Советского Союза И. М. Привалова установлен в селе Алмазово Балашовского района Саратовской области.
- Имя Героя Советского Союза И. М. Привалова носит МОУ Основная общеобразовательная школа села Алмазово, на здании школы установлена мемориальная доска.

## Документы
- Общедоступный электронный банк документов «Подвиг Народа в Великой Отечественной войне 1941—1945 гг.» Дата обращения: 24 марта 2013. Архивировано из оригинала 13 марта 2012 года.

Представление к званию Героя Советского Союза. Дата обращения: 24 марта 2013. Архивировано 9 апреля 2013 года.
Указ Президиума Верховного Совета СССР о присвоении звания Героя Советского Союза. Дата обращения: 24 марта 2013. Архивировано 9 апреля 2013 года.
Орден Отечественной войны 1-й степени (наградной лист и приказ о награждении). Дата обращения: 24 марта 2013. Архивировано 9 апреля 2013 года.
Орден Красной Звезды (наградной лист и приказ о награждении). Дата обращения: 24 марта 2013. Архивировано 9 апреля 2013 года.
- Обобщенный банк данных «Мемориал». Дата обращения: 24 марта 2013. Архивировано из оригинала 10 мая 2012 года.

ЦАМО, ф. 33, оп. 11458, д. 571. Дата обращения: 24 марта 2013. Архивировано 9 апреля 2013 года.
ЦАМО, ф. 33, оп. 746923, д. 71. Дата обращения: 24 марта 2013. Архивировано 9 апреля 2013 года.